# ایستریا

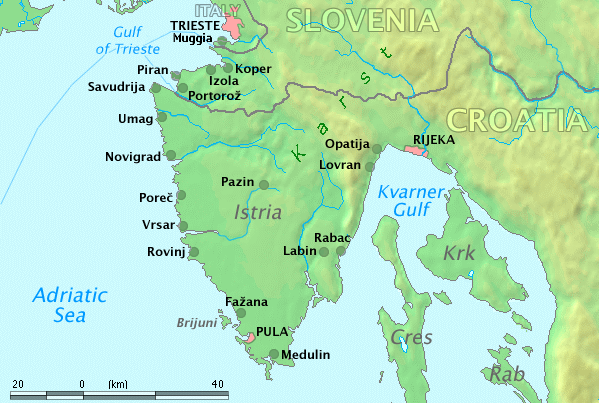

ایستریا بزرگ‌ترین شبه‌جزیره در دریای آدریاتیک است.
این شبه‌جزیره در دریای آدریاتیک بین خلیج تریست و خلیج کوارنر واقع شده‌است.
شبه‌جزیرهٔ ایستریا بین ۳ کشور ایتالیا، اسلوونی و کرواسی به‌طور مشترک مورد استفاده قرار می‌گیرد.

## نگارخانه

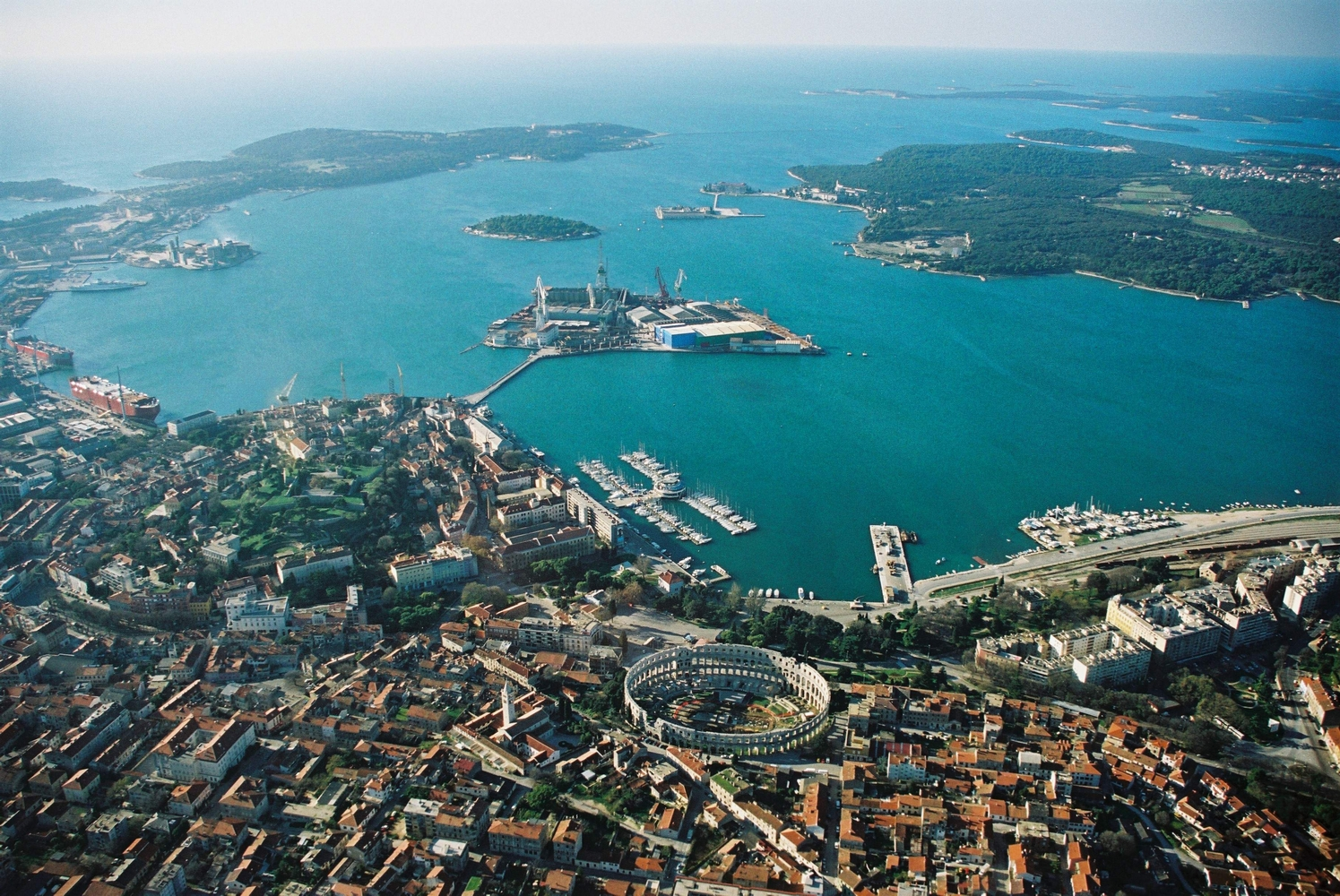
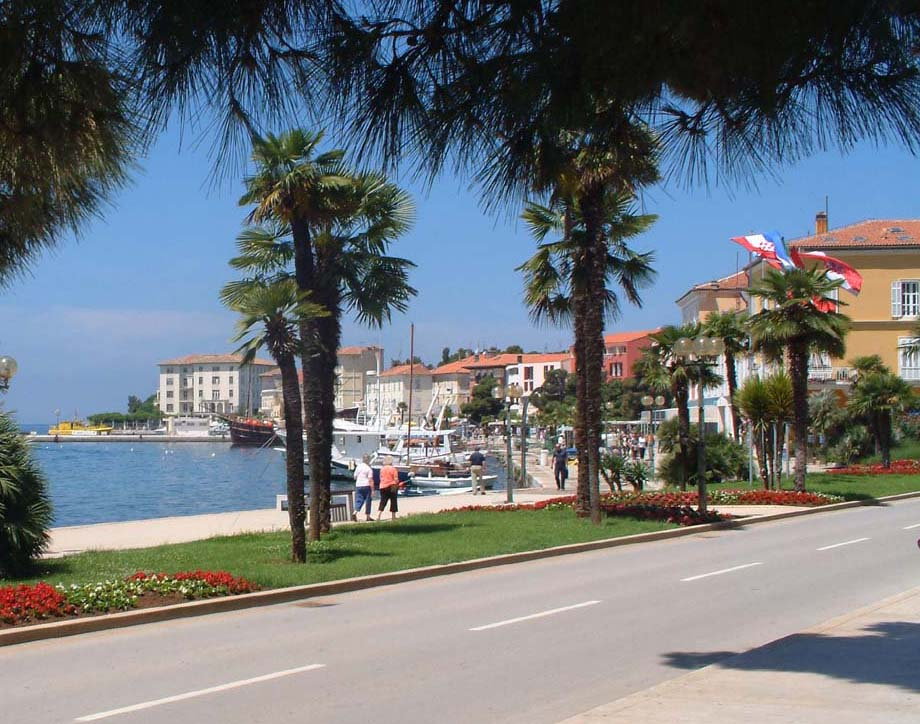
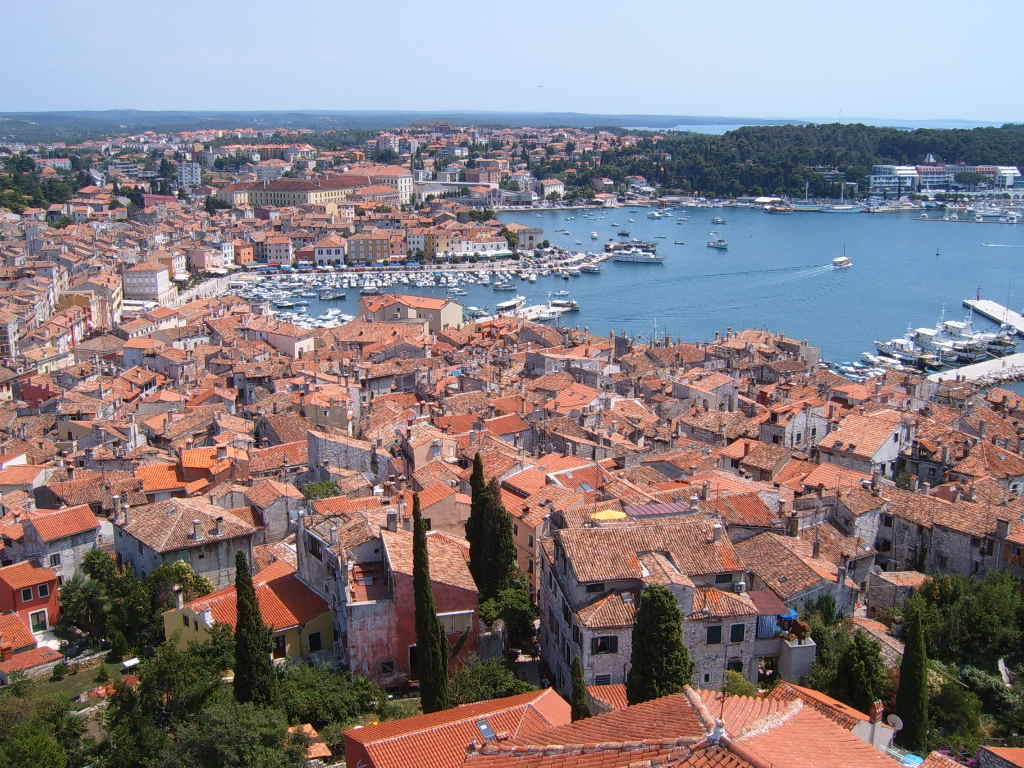
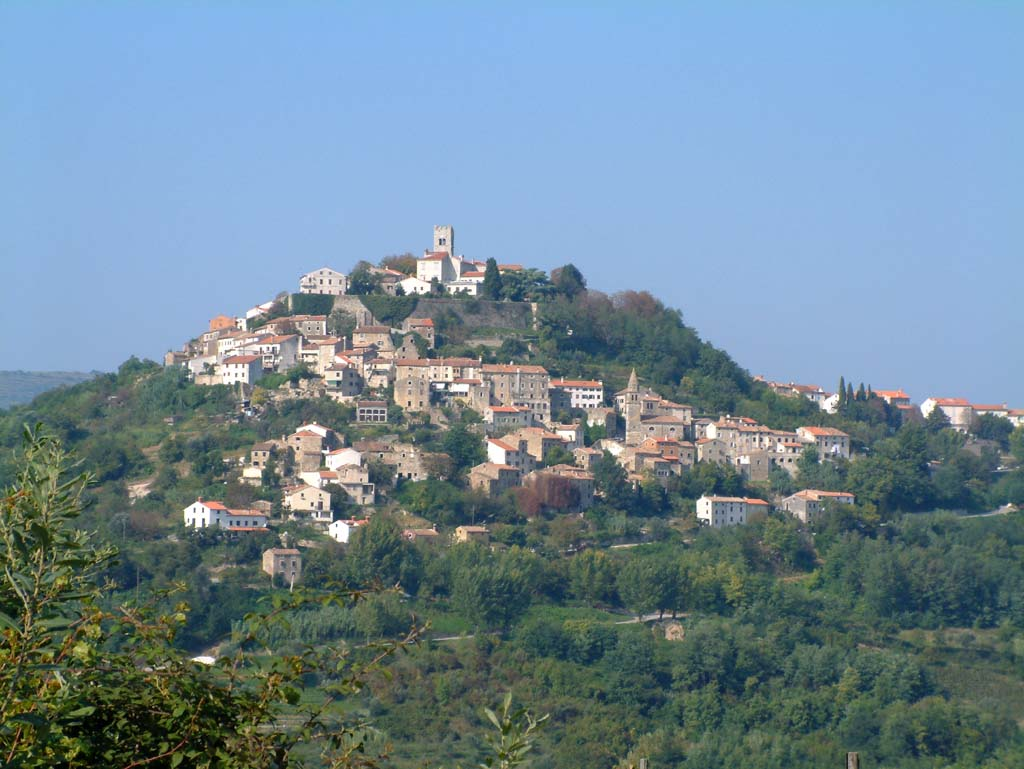
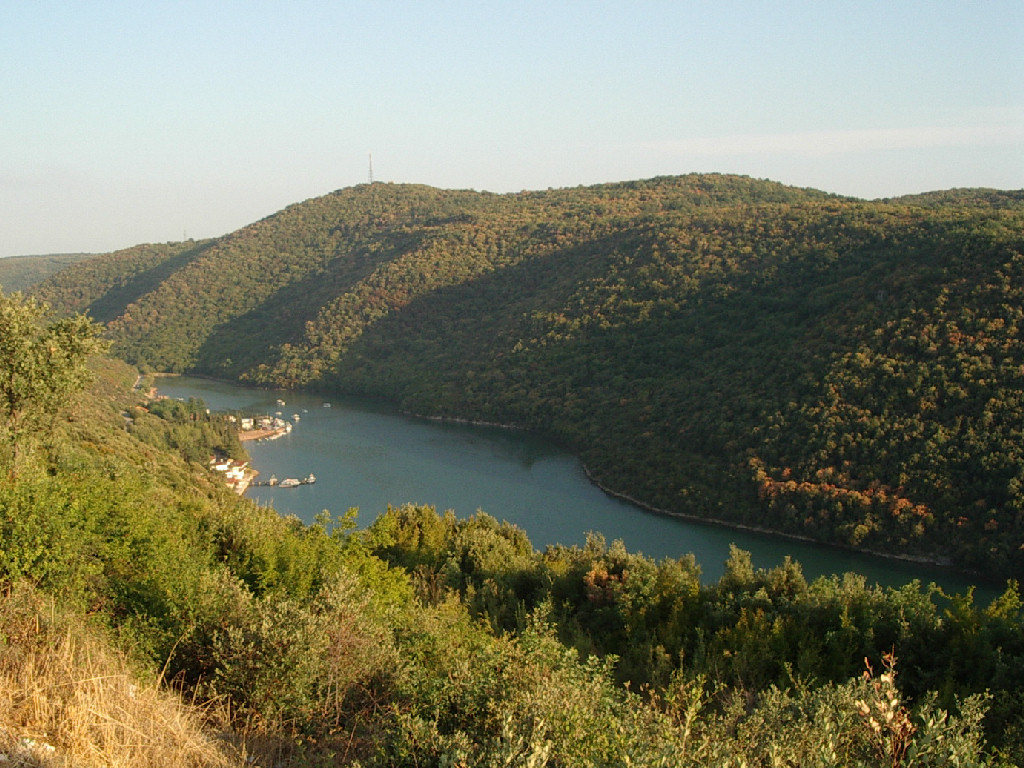
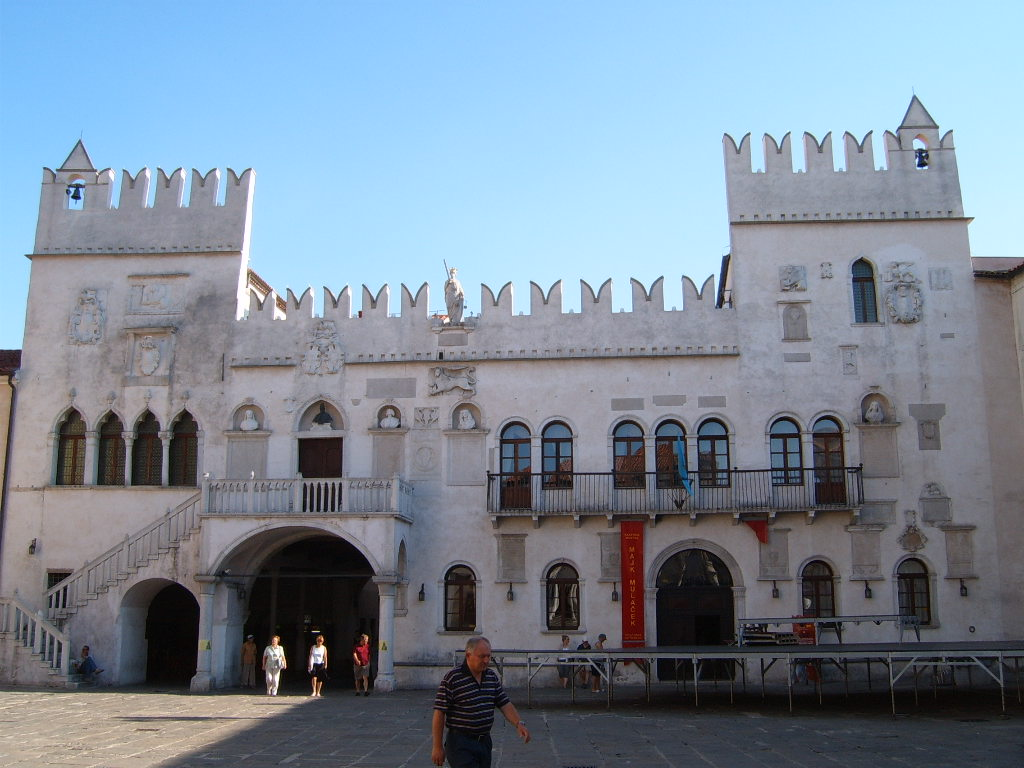
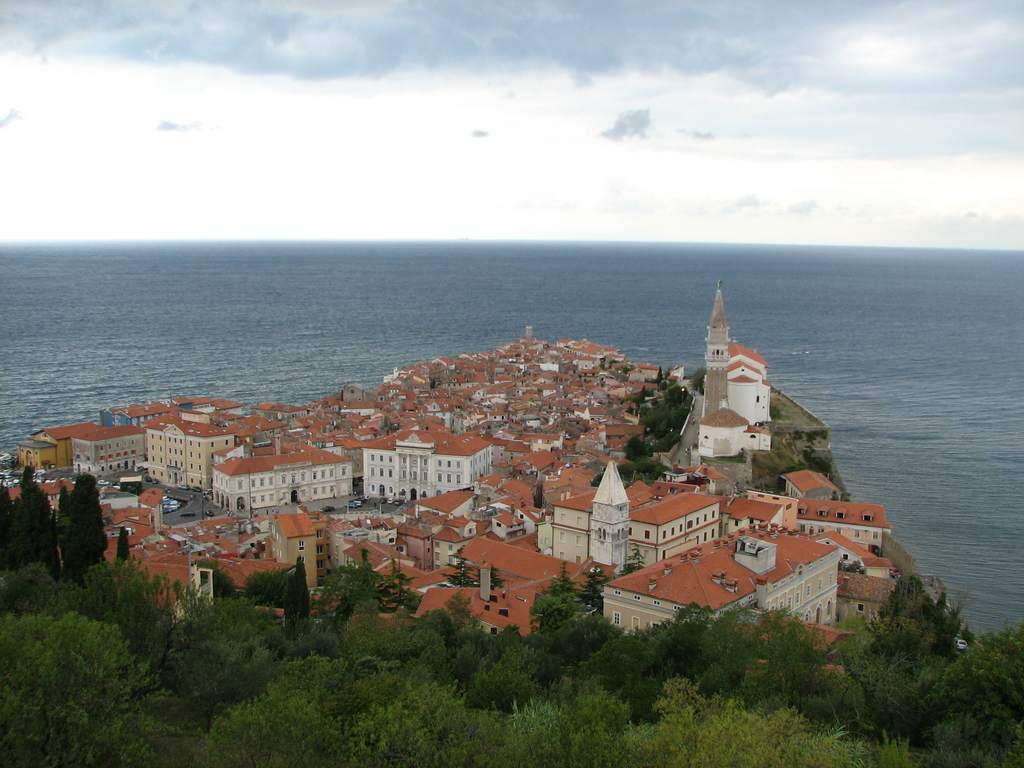
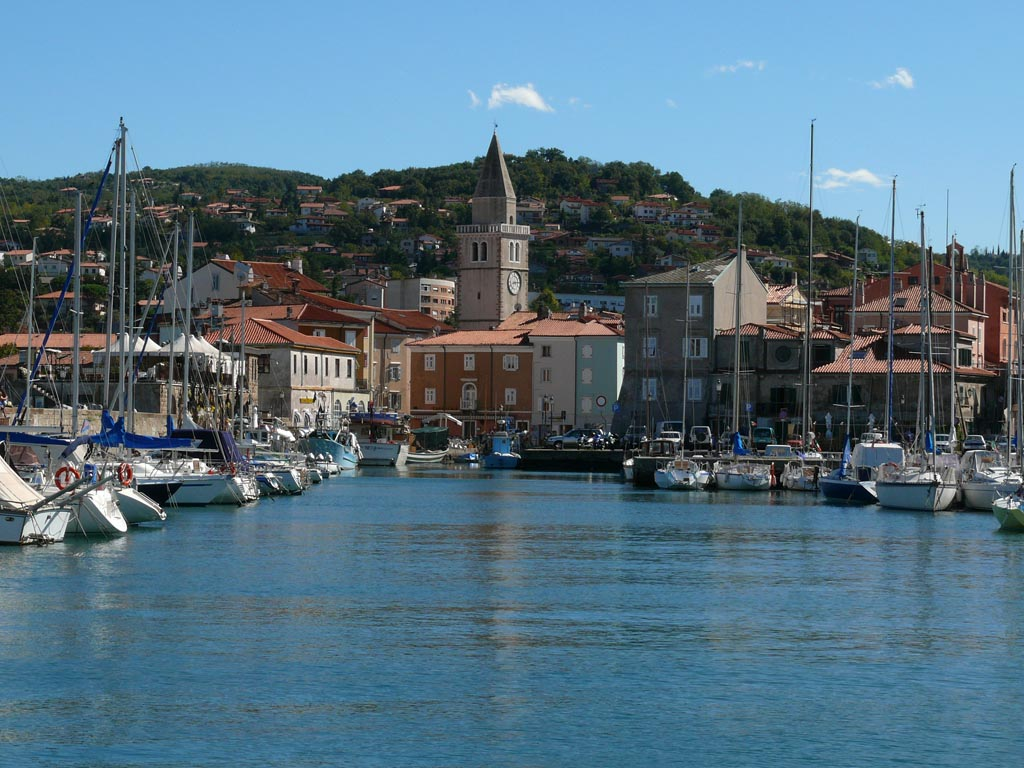